# Screen-door effect
O screen-door effect ou Fixed-pattern noise (FPN) é um efeito visual tecnológico usado em projetor digital, onde são visíveis aos olhos as linhas que separam os pixels da imagem projetada pelo projetor. Que ocorre devido o equipamento ter baixa definição, resultando em uma imagem que parece ser projetada através de um mosquiteiro de cama, aparecendo na forma retangular ou hexagonal.
Um equipamento de realidade virtual com maior definição de imagens aumenta a sensação de imersão, diminuindo ou retirando este efeito.